# ¡Ay Jherusalem!

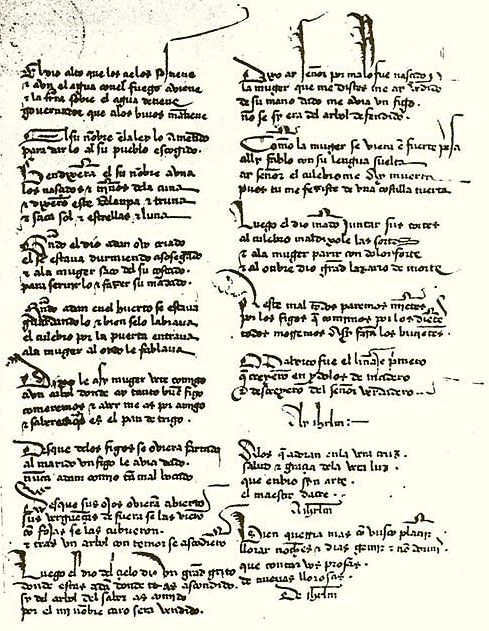
Hoja del códice de fines del o comienzos del del Archivo Histórico Nacional que contiene tres poemas, entre ellos el ¡Ay Jherusalem!

¡Ay Jherusalem! es un poema castellano de mediados del siglo XIII perteneciente al género del planto o canción de cruzada cuyo contenido es una elegía por la caída de la ciudad en 1244 a manos de los turcos corasmios. Se trata del único ejemplo de canción de cruzada que se conserva de la lírica medieval castellana.
El texto, narrativo, épico y lírico, relata el saqueo de Jerusalén, lo cruento de su asalto y la profanación de los Santos Lugares por los musulmanes. Combina rasgos clericales con juglarescos. El asunto está planteado en la cuarta estrofa:

De Jerusalén vos querría contar,
del Sepulcro Santo que es allende el mar:
moros lo cercaron
e lo derribaron
a Jerusalén.
¡Ay Jherusalem!, vv. 16-20.

A fines del reinado de Fernando III de Castilla comenzaron a romancearse biblias, algunas a partir de su texto hebreo, e innovar en la métrica. En este contexto podría enmarcarse el poema, ya que cuenta con versos dodecasílabos (que solo se utilizarán tiempo después en la poesía de cancionero de arte mayor que se consolidaría en el siglo XV, y desaparecería en el XVI) y hexasílabos (típicos de las endechas) distribuidos en veintidós estrofas de cinco versos con un esquema métrico y de rima 12A-12A-6b-6b-6c. Solo han podido verse paralelismos métricos con las estrofas de las Cantigas de Santa María de Alfonso X el Sabio, aunque estas últimas escritas en galaicoportugués.
El último verso de cada estrofa repite, con diversas variantes, un estribillo que comprende la palabra «Jherusalem». Otra peculiaridad formal es que cada estrofa comienza con una letra que forma un acróstico de orden alfabético (ABCDE...); pese a los problemas de transmisión y transcripición, que no siempre hacen evidente la regularidad de este recurso, el poema mantiene este juego en sus 110 versos de longitud.
Estos poemas «de abecedario» eran típicos de la poesía hebrea, y están presentes en textos castellanos compuestos por judíos como la Lamentación del alma ante la muerte o El pecado original. El número de estrofas (22) coincide con el de los caracteres del abecedario hebraico. El manuscrito que lo ha transmitido contiene también dos poemas hebreos. Se ha vinculado este planto con las endechas judías, uno de cuyos asuntos fundamentales era la lamentación por la pérdida de Jerusalén. Por todo ello se ha considerado la hipótesis de que el autor estaba vinculado con alguna comunidad judía (aljama). 
Pese a todo, la intención del poema, que es mover los ánimos y llamar a la cruzada que permita recuperar los lugares santos jerosolimitanos para el cristianismo, hace pensar en la influencia de algún texto europeo, como las canciones de cruzada, poemas que invitaban a rescatar los Santos Lugares a cambio de ganar el paraíso. Otra posible fuente serían las primeras cuatro
primeras «Lamentaciones de Jeremías» del Antiguo Testamento, cuyo tema es la
la destrucción de Jerusalén en 587 a. C. por Nabucodonosor II, que también incorpora un acróstico alfabético.
En el aspecto estilístico, destaca el uso verbal del presente histórico, combinado arbitrariamente (como lo hacían los romances) con el pasado, como en estos ejemplos, en el primero de los cuales el asíndeton aligera la narración:

Mandan dar pregones por la cristiandad,
alzan sus pendones, llaman Trinidad.
¡Ay Jherusalem!, vv. 56-57.

Ven los cristianos a sus fijos asar,
ven a sus mujeres vivas destetar;
vanse por los caminos
cortos pies e manos
en Jerusalén.
¡Ay Jherusalem!,  vv. 96-100.